# Emeka Eneli
Emeka Eneli, pseudonimo di Chukwuemeka Somto Eneli (Lansing, 18 ottobre 1999), è un calciatore statunitense, centrocampista del Real Salt Lake.

## Biografia
Ha origini nigeriane.

## Carriera
Emeka Eneli ha giocato nel settore giovanile del Columbus Crew dal 2012 al 2017 per poi giocare, dopo un anno all'Ohio Premier, con il Cornell Big Red nel periodo di frequentazione della Cornell University. In quegli anni ha giocato anche alcuni incontri in USL League Two nel 2019 con il Lionsbridge e nel 2022 con il Flint City Bucks.
Divenuto eleggibile per il SuperDraft del 2023, il 24 marzo è stato selezionato dal Real Salt Lake. Due giorni dopo ha debuttato in prima squadra giocando titolare nell'incontro di MLS perso 4-0 contro il St. Louis City.

## Statistiche

### Presenze e reti nei club
Statistiche aggiornate al 19 luglio 2024.
| Stagione              | Squadra               | Campionato            | Campionato | Campionato | Coppe nazionali | Coppe nazionali | Coppe nazionali | Coppe continentali | Coppe continentali | Coppe continentali | Altre coppe | Altre coppe | Altre coppe | Totale | Totale | Totale |
| Stagione              | Squadra               | Comp                  | Pres       | Reti       | Comp            | Pres            | Reti            | Comp               | Pres               | Reti               | Comp        | Pres        | Reti        | Pres   | Reti   |        |
| --------------------- | --------------------- | --------------------- | ---------- | ---------- | --------------- | --------------- | --------------- | ------------------ | ------------------ | ------------------ | ----------- | ----------- | ----------- | ------ | ------ | ------ |
| 2019                  | Lionsbridge           | USL2                  | 10         | 1          |                 | -               | -               |                    | -                  | -                  |             | -           | -           | 10     | 1      |        |
| 2022                  | Flint City Bucks      | USL2                  | 12         | 4          |                 | -               | -               |                    | -                  | -                  |             | -           | -           | 12     | 4      |        |
| 2023                  | Real Monarchs         | MNP                   | 1          | 0          |                 | -               | -               |                    | -                  | -                  |             | -           | -           | 11     | 0      |        |
| 2023                  | Real Salt Lake        | MLS                   | 23         | 0          | USCup           | 5               | 0               |                    | -                  | -                  | LC          | 3           | 0           | 31     | 0      |        |
| 2024                  | Real Salt Lake        | MLS                   | 23         | 1          | USCup           | 1               | 0               |                    | -                  | -                  |             | -           | -           | 24     | 1      |        |
| Totale Real Salt Lake | Totale Real Salt Lake | Totale Real Salt Lake | 46         | 1          |                 | 6               | 0               |                    | -                  | -                  |             | 3           | 0           | 55     | 1      |        |
| Totale carriera       | Totale carriera       | Totale carriera       | 69         | 6          |                 | 6               | 0               |                    | -                  | -                  |             | 3           | 0           | 78     | 6      |        |

### Cronologia presenze e reti in nazionale
| Cronologia completa delle presenze e delle reti in nazionale ― Stati Uniti | Cronologia completa delle presenze e delle reti in nazionale ― Stati Uniti | Cronologia completa delle presenze e delle reti in nazionale ― Stati Uniti | Cronologia completa delle presenze e delle reti in nazionale ― Stati Uniti | Cronologia completa delle presenze e delle reti in nazionale ― Stati Uniti | Cronologia completa delle presenze e delle reti in nazionale ― Stati Uniti | Cronologia completa delle presenze e delle reti in nazionale ― Stati Uniti | Cronologia completa delle presenze e delle reti in nazionale ― Stati Uniti |
| Data                                                                       | Città                                                                      | In casa                                                                    | Risultato                                                                  | Ospiti                                                                     | Competizione                                                               | Reti                                                                       | Note                                                                       |
| -------------------------------------------------------------------------- | -------------------------------------------------------------------------- | -------------------------------------------------------------------------- | -------------------------------------------------------------------------- | -------------------------------------------------------------------------- | -------------------------------------------------------------------------- | -------------------------------------------------------------------------- | -------------------------------------------------------------------------- |
| 18-1-2025                                                                  | Fort Lauderdale                                                            | Stati Uniti                                                                | 3 – 1                                                                      | Venezuela                                                                  | Amichevole                                                                 | -                                                                          | 65’                                                                        |
| 23-1-2025                                                                  | Orlando                                                                    | Stati Uniti                                                                | 3 – 0                                                                      | Costa Rica                                                                 | Amichevole                                                                 | -                                                                          |                                                                            |
| Totale                                                                     |                                                                            | Presenze                                                                   | 2                                                                          |                                                                            | Reti                                                                       | 0                                                                          |                                                                            |